# Gonzalo Martínez Ortega
Gonzalo Martínez Ortega (Camargo, Chihuahua, 27 d'abril de 1934 - Cuernavaca, 2 de juny de 1998) va ser un director, guionista i productor de cinema i televisió mexicà.

## Joventut
Després d'estudiar comptabilitat a Mèxic, va viatjar a la Unió Soviètica per a continuar els seus estudis. Va estudiar durant set anys a l'Institut de Ciències Cinematogràfiques de Moscou, graduant-se com a director de cinema i televisió. Abans de tornar a Mèxic va ser assistent d’Igor Talankin en Txaikovski (1969).
Va fer les seves primeres incursions al cinema com a extra. Entre altres activitats relacionades amb la indústria cinematogràfica, Gonzalo Martínez va ser censor de cinematografia de RTC en 1960 i cofundador de Directores Asociados, S. A. el 1974. També va ser fundador del programa Memoria Audiovisual de los Pueblos Indígenas de l'Instituto Nacional Indigenista (INI), per al qual va filmar a més de vint grups indígenes de tot el país.

## Vida familiar
Gonzalo Martínez Ortega és germà de les actrius Socorro Bonilla, Evangelina Martínez i Alma Delfina, i el ja mort locutor Mario Iván Martínez, a més de Luz Obdulia, Leopoldo, Guillermina, Rosa María i María Dora. També és oncles dels actors Evangelina Sosa, Roberto Sosa, Sergio Bonilla i Mario Iván Martínez.

## Mort
Va morir el 2 de juny de 1998 als 64 anys després d'un accident de trànsit.

## Pel·lícules

### Director
- 1973: El principio
- 1976: Longitud de guerra
- 1978: El jardín de los cerezos
- 1980: El Noa Noa
- 1980: Del otro lado del puente
- 1981: El testamento
- 1982: Es mi vida
- 1985: El hombre de la mandolina

### Guionista
- 1971: Siempre hay una primera vez
- 1973: El principio
- 1976: Longitud de guerra
- 1978: El jardín de los cerezos
- 1982: Es mi vida
- 1985: El hombre de la mandolina

### Actor
- 1970: Crates
- 1981: Que viva Tepito!
- 1983: El guerrillero del norte

### Director de fotografia
- 1987: Tal como somos
- 1989: Luz y sombra

## Sèries de televisió

### Director
- 1986: La gloria y el infierno
- 1986: El padre Gallo
- 1987: Tal como somos
- 1989: Luz y sombra
- 1994: Primera part de El vuelo del águila, també hi va actuar en el paper de Pancho Villa.
- 1996: La antorcha encendida

### Guionista
- 1970: Homenaje a Leopoldo Méndez

### Productor
- 1982: Semana santa entre los mayos
- 1986: La gloria y el infierno
- 1989: Luz y sombra
- 1990: La fuerza del amor

## Reconeixements
Al llarg de la seva carrera com a director va rebre alguns reconeixements, com: l’ Ariel d'Or i sis Ariel de Plata (1974), entre ells el de Millor Direcció i Millor Argument Original per El principio (1972); i el primer lloc en l'II Concurs de Guions Cinematogràfics de la Societat General d'Escriptors de Mèxic (SOGEM), també per El principio. El triomf d'aquesta pel·lícula va significar la seva entrada oficial a la indústria nacional. Unes altres de les seves pel·lícules també van estar nominades als Ariels, com a Longitud de guerra (1975), la qual va estar nominada per a Millor Pel·lícula, Millor Direcció, Millor Argument Original i Millor Edició (Carlos Savage) en 1977. En 1997 la Societat Mexicana de Directors li va atorgar la Medalla de Plata per 25 anys de trajectòria.
(Dir. Francisco Guerrero, 1982-1983).

## Premis i nominacions

### Premis TVyNovelas 1995
| Categoria                | Persona                        | Resultat  |
| ------------------------ | ------------------------------ | --------- |
| Millor direcció d'escena | El vuelo del águila Jorge Fons | Guanyador |

### Premis ACE New York 1996
| Categoria                            | telenovel·la          | Resultat  |
| ------------------------------------ | --------------------- | --------- |
| Millor Programa Cultural Dramatitzat | la antorcha encendida | Guanyador |